# Châtelraould-Saint-Louvent
Châtelraould-Saint-Louvent ist eine französische Gemeinde im Département Marne in der Region Grand Est. Sie hat eine Fläche von 16,87 km² und 253 Einwohner (2022).

## Geografie
Die Gemeinde liegt am Ostrand der Trockenen Champagne, etwa sechs Kilometer südwestlich von Vitry-le-François. Nachbargemeinden sind im Nordwesten Saint-Remy-en-Bouzemont, im Südwesten Vitry-le-François und im Süden Les Rivières-Henruel.

## Geschichte
Die Gemeinde Châtelraould-Saint-Louvent entstand 1851 aus dem Zusammenschluss der ehemals selbständigen Gemeinden Châtelraould und Saint-Louvent.

## Bevölkerungsentwicklung
| Jahr                       | 1962 | 1968 | 1975 | 1982 | 1990 | 1999 | 2004 | 2009 | 2018 |
| -------------------------- | ---- | ---- | ---- | ---- | ---- | ---- | ---- | ---- | ---- |
| Einwohner                  | 227  | 226  | 212  | 220  | 234  | 229  | 222  | 236  | 239  |
| Quellen: Cassini und INSEE |      |      |      |      |      |      |      |      |      |

## Sehenswürdigkeiten

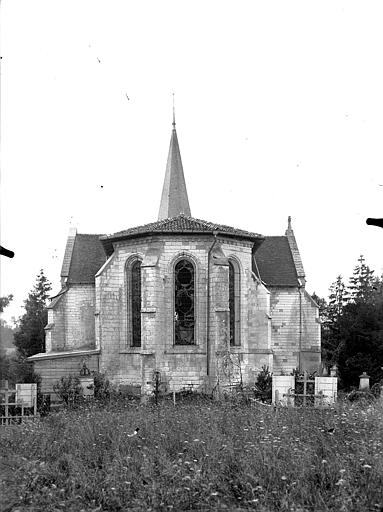
Kirche

- Kirche Nativité-de-la-Sainte-Vierge, Monument historique

## Persönlichkeiten
- Charles Philippe Édouard de Liniers (1805–1882), General